# DAIM (graffiti)
Pour les articles homonymes, voir Daim (homonymie).

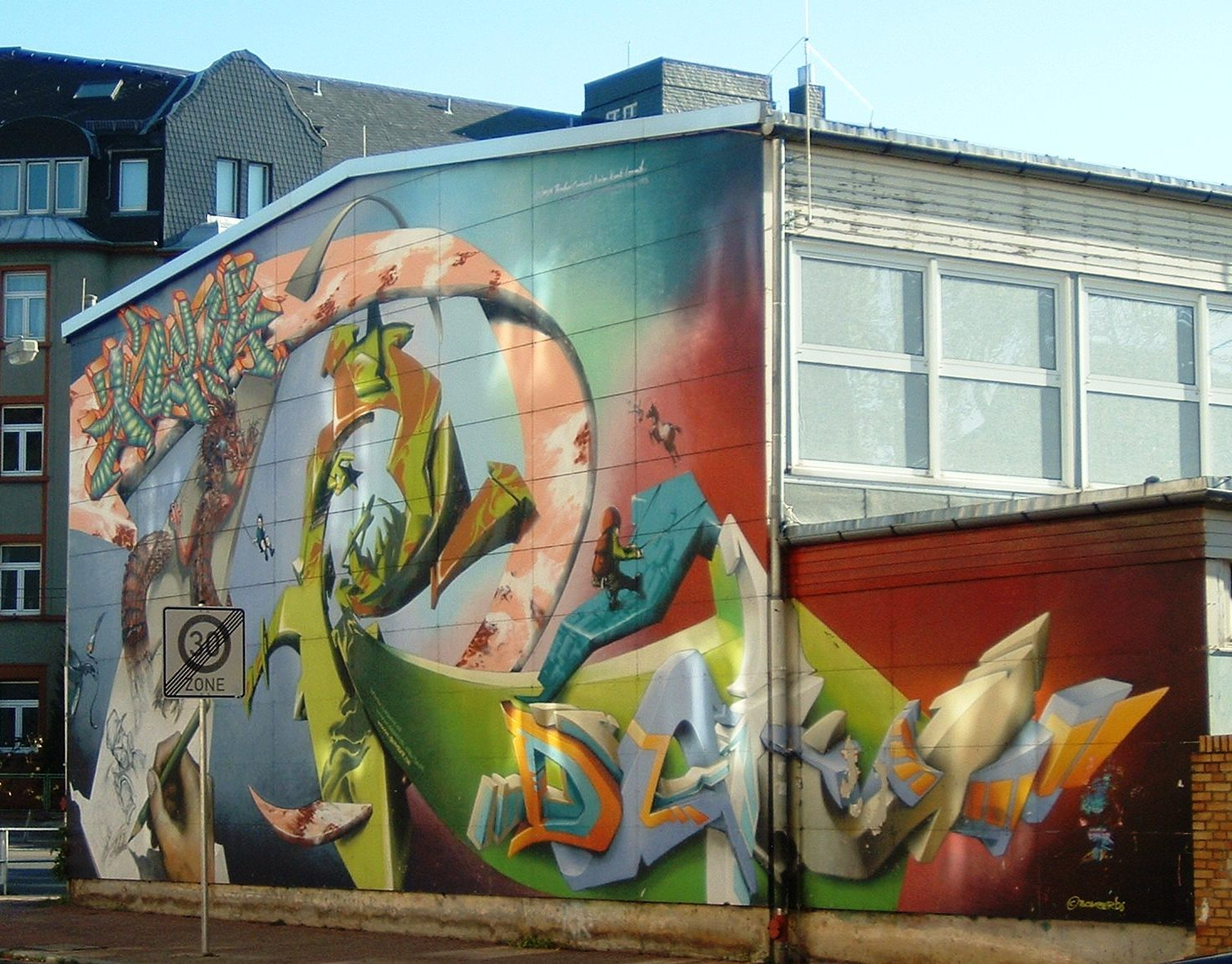
DAIM et autres, Sophienschule, Francfort-sur-le-Main.

DAIM (de son vrai nom Mirko Reisser), né en 1971 à Lunebourg, est un artiste du graffiti allemand.

## Biographie

### Zeichen der Zeit

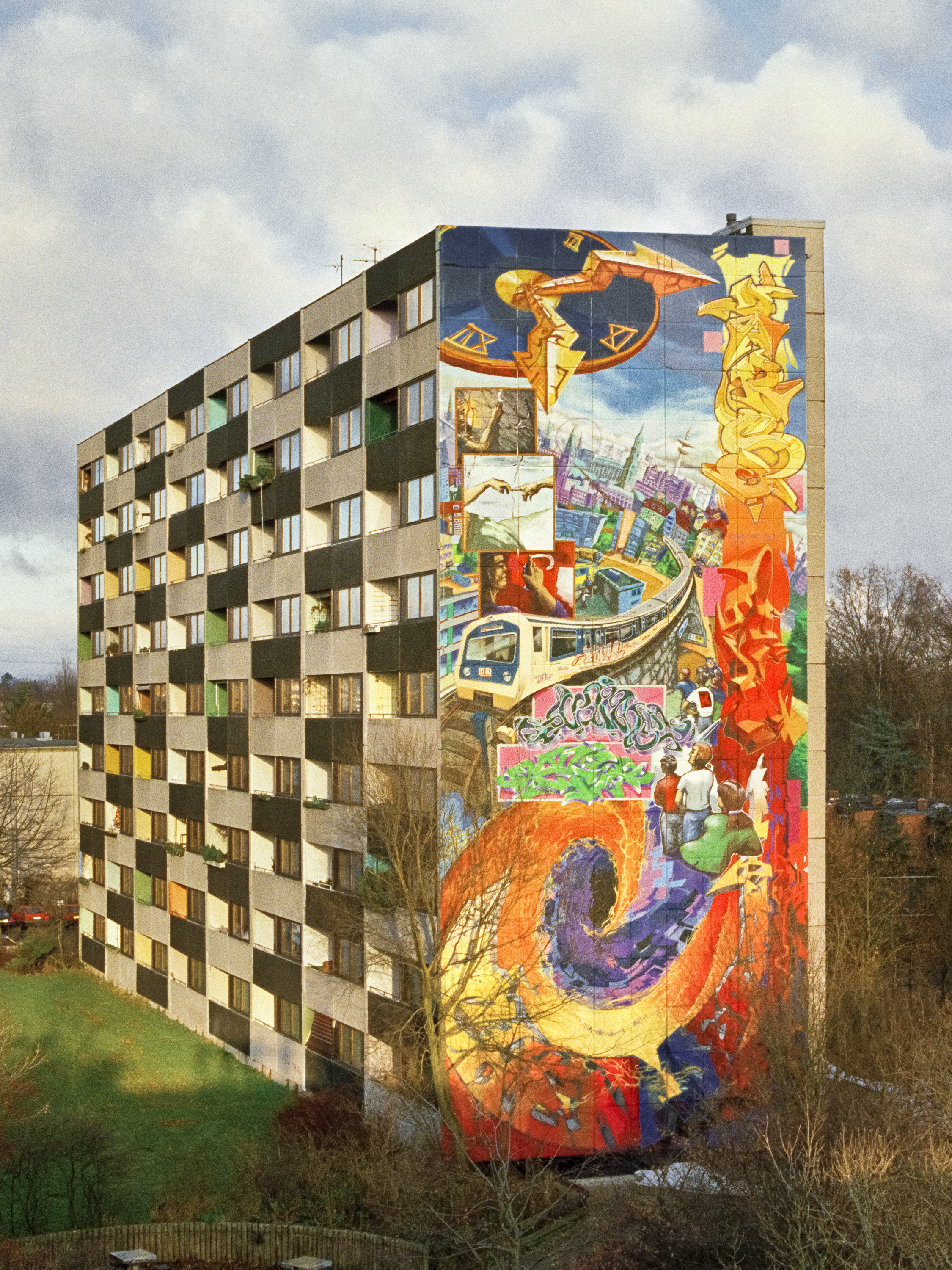
Zeichen der Zeit, en 1995 à Hambourg. Une des œuvres majeurs du FBI Crew fondé en 1985.

Il acquiert une célébrité en recouvrant tout un immeuble à Hambourg en 1995. Cette œuvre,Zeichen der Zeit (1995), est une fresque importante de l'histoire du graffiti. Elle mesure 30 mètres de haut sur 11 mètres de large. 
C'est Darco qui demande à DAIM, se trouvant sur place, de l'aider à organiser le projet qui allait être cité dans le livre Guinness des records en 1996 en tant que graffiti le plus haut jamais réalisé. Elle fut réalisée par DAIM, Darco, Loomit (de), Hesh, Daddy Cool, Ohne et Vaine. Cette peinture a nécessité plus de 1000 bombes de peintures.

### Carrière
En 1996, il s'inscrit à l'école des Beaux-Arts de Lucerne. En 2000, il organise et participe à la grande exposition Urban Discipline et coédite son livre. 
En 2001, il fait un tour du monde et des graffitis en Thaïlande, Australie, Nouvelle-Zélande, au Brésil, en Argentine, aux États-Unis et au Mexique. À son retour, il monte et réalise un projet de 2000 m² recouvrant les entrepôt de Blohm + Voss au port de Hambourg. En 2004, il participe à l'exposition MexiquEurope au Lille Métropole Musée d'art moderne, d'art contemporain et d'art brut.
Il a aussi exposé à la Villa Merkel à Esslingen am Neckar, au Von der Heydt Museum à Wuppertal, à la Kunsthalle Dominikanerkirche d'Osnabrück...